# Illes Balears (vino)
 Illes Balears (nombre en catalán de las Islas Baleares) es una indicación geográfica protegida, utilizada para designar los vinos de la tierra elaborados con las variedades blancas moll, chardonnay, macabeo, malvasía, moscatel de Alejandría, moscatel de grano menudo, parellada, riesling y sauvignon blanc; y con las variedades tintas callet, manto negro, fogoneu, monastrell, cabernet sauvignon, merlot, syrah, tempranillo y pinot noir.
La zona de producción comprende todos los municipios de la comunidad autónoma española de las Islas Baleares. 

## Historia
Seguramente los romanos fueron los primeros en importar la viña y en desarrollar su cultivo en las Islas Baleares. Ya en el siglo I a. C., Plinio citó los vinos de las Islas Baleares comparándolos con los mejores vinos de Italia. 
Durante la dominación árabe, y a pesar de las prohibiciones coránicas, no desapareció el cultivo de la viña, que se siguió cultivando, incluso con los sofisticados sistemas de regadío inventados por los árabes. Prueba de ello fue que el árabe Beni Abet ofreció al Rey Jaime I, cuando conquistó la isla en el año 1229, uva de excelente calidad. 
Cabe destacar que en el siglo XIV, el rey y el Cabildo Catedralicio poseían en Inca sus propias bodegas, y durante los siglos XV y XVI el cultivo de la viña proporcionó empleo a casi la totalidad de los habitantes de Inca y alrededores. 
Durante el siglo XVIII la viña vivió una época de prosperidad, pasando de una producción de 88.000 hl en el año 1777, a 335.331 hl en el año 1802. Entre el 1830 y el 1834 se produjo un fuerte retroceso a causa de las difíciles condiciones económicas y la plaga del pulgón. 
En el año 1862 hizo su aparición la plaga de la filoxera en Francia, tierra gran productora y consumidora de vino. Por este motivo Francia se vio obligada a la importación masiva de vinos (de España y de Italia) para poder afrontar la demanda interna. Por otro lado, y habida cuenta del buen precio y la facilidad de venta hacia el mercado francés, la viña se extendió rápidamente en las Islas Baleares alcanzándose, entre el 1865 y el 1890, el período de máximo esplendor del cultivo y de la producción de vino en las Baleares. 
En el siglo XIX tuvieron lugar fuertes exportaciones hacia Francia. En el año 1891 salieron de Mallorca, desde los puertos de Palma, Porto Colom y Alcudia, un total de casi 50 millones de litros, principalmente en dirección a Francia y a la península. 
La filoxera, en el año 1891, dejó abatidas las viñas de las Islas causando la desaparición, de la que era hasta entonces, la principal fuente de riqueza. A partir de este hecho, la viña nunca ha llegado a alcanzar la extensión de este período: 30.000 ha. El cultivo de la viña se sustituyó, principalmente, por el del almendro, con lo cual quedó reducida, a principios del siglo XX, a unas 5.000 ha limitando así su producción a una pequeña cantidad de vino, insuficiente para satisfacer el consumo interior, viéndose obligados a recurrir a la importación de vinos foráneos. 
La repoblación de viñas se ha producido lentamente, a partir de pies americanos que posteriormente han sido injertados de otras variedades vinateras. Durante la primera mitad del siglo XX la extensión de viña oscilaba entre 5.000 i 8.000 ha, pero después de la guerra civil española se produjo un lento retroceso en su cultivo, a causa de la necesidad de la obtención de otros productos agrícolas. A finales de los ochenta, incentivado por subvenciones comunitarias, se inició un importante proceso de arranque de uva. 
A pesar de ello, la década de los noventa supuso, para el panorama vinatero de las Islas, uno de sus mejores momentos, en términos no de cantidad sino de calidad. El esfuerzo de los viticultores y vinicultores por la mejora de la calidad, y el interés de los consumidores por los productos de la tierra, han permitido situar los vinos de las Islas Baleares en el lugar que les corresponde. 
Las características geoclimáticas de las Islas Baleares permiten la obtención de vinos con unas características propias, reforzadas por la existencia de algunas variedades autóctonas, por lo que en el año 1972, mediante el Decreto 835 de 23 de marzo, se reconoce la comarca vitivinícola Balear. 
Durante las últimas décadas, los vinos de las Islas han adquirido unas cualidades y una personalidad reconocida. Prueba de ello son las elevadas puntuaciones conseguidas por algunos vinos de las Islas Baleares en diferentes certámenes, concursos y ferias. 
En el año 2003, mediante la Orden del Consejero de Agricultura y Pesca, de 12 de febrero, se regula la utilización de la mención "Vino de la tierra  Illes Balears". La Orden de 24 de octubre de 2006, que deroga la anterior, introdujo una serie de novedades en el Reglamento, como es la autorización de las variedades Pinot Noir, Riesling y Sauvignon Blanc, así como la reglamentación del sistema de cultivo.

## Marco geoclimático
El área de producción de uva y elaboración del "vino de la tierra  Illes Balears" es el conjunto de islas que forman el archipiélago, el cual les da nombre. 
En las Islas Baleares se hallan, en general, suelos de perfil poco desarrollado y que manifiestan una influencia muy marcada de la roca madre. Estos suelos son ricos en sedimentos calcáreos y areniscas silíceas rojas que dan lugar a suelos de tonos pardos o rojizos. 
El clima balear es una variedad insular del clima mediterráneo. Las temperaturas son moderadas, especialmente las mínimas. Las precipitaciones medias anuales son muy heterogéneas en relación con las diferentes épocas del año coincidiendo, en la época estival, las máximas temperaturas con las menores precipitaciones. 

## Variedades de uva
- Tintas: Cabernet sauvignon, Merlot, Syrah, Monastrell, Tempranillo, Fogoneu, Callet, Manto Negro y Pinot Noir.
- Blancas: Chardonnay, Moscatel, Moll, Parellada, Macabeo, Malvasia, Riesling y Sauvignon Blanc.

## Características de los vinos
Predominan los vinos negros de cabernet sauvignon, merlot y callet. Son vinos con mucho color y capa. La fase aromática se caracteriza por la presencia de frutos rojos. Son vinos con cuerpo, potentes, ricos en taninos y aptos para la crianza. 
Los vinos blancos monovarietales de chardonnay y de moscatel son de fama reconocida. Los vinos de chardonnay se caracterizan por su caudal aromático, con notas de frutos tropicales, piña y plátano, y en boca son frescos, amplios y con cuerpo, con un final largo y persistente. Los "muscats" se caracterizan por el aroma floral, con notas de jazmín y violeta, y en boca son equilibrados y frescos. 

## Sistema de control
Todas las botellas con la indicación geográfica "Vino de la tierra  Illes Balears" deben acompañarse de un número de control oficial asignado por la Dirección General de Agricultura, a la cual corresponde el control y certificación del "Vino de la tierra  Illes Balears".